# 광위안시
광위안시(중국어 간체자: 广元市, 정체자: 廣元市, 병음: Gǔangyúan shì)는 중화인민공화국 쓰촨성의 지급시이다.
2008년 5월 12일에 진도 7.9의 지진이 발생하여 2008년 7월까지 4822명이 사망하고 28245명이 부상당했으며 125명이 실종되었다.

## 지리
쓰촨 분지의 북단에 있고, 자링강이 섬서성 방면에서 흘러 오고 시역을 통과해, 남방에 있는 충칭시의 장강 합류점으로 향한다. 서쪽에서는 쓰촨 분지와 고산 지대의 경계를 이루는 룽먼산맥이 시작되어, 남서쪽으로 500km에 걸쳐 뻗어있다.
동쪽은 바중시에, 남쪽은 난충시에, 서쪽은 몐양시에, 북쪽은 간쑤성 룽난시와 산시성 한중시에 접해, 쓰촨성·산시성·간쑤성의 삼성이 접하는 천북문호(川北門戸)이다. 북쪽의 산시성과는, 다바산맥과 미창산맥으로 한중 분지와 막혀 있어 예부터 한중에서부터 촉으로의 입구에 해당되는 관문으로서 중요했다.

## 역사
예전에는 이주(利州)로 불렸다. 광위안시는 1985년에 설립되었다. 고대 도시로 유적과 무덤으로 유명하다.

## 경제
광위안의 경제 기반은 광업, 농업, 중공업 등으로 다양하다.

## 기후
| 광위안시의 기후                                               | 광위안시의 기후 | 광위안시의 기후 | 광위안시의 기후 | 광위안시의 기후 | 광위안시의 기후 | 광위안시의 기후 | 광위안시의 기후 | 광위안시의 기후 | 광위안시의 기후 | 광위안시의 기후 | 광위안시의 기후 | 광위안시의 기후 | 광위안시의 기후 |
| 월                                                            | 1월             | 2월             | 3월             | 4월             | 5월             | 6월             | 7월             | 8월             | 9월             | 10월            | 11월            | 12월            | 연간            |
| ------------------------------------------------------------- | --------------- | --------------- | --------------- | --------------- | --------------- | --------------- | --------------- | --------------- | --------------- | --------------- | --------------- | --------------- | --------------- |
| 역대 최고 기온 °C (°F)                                        | 19.5 (67.1)     | 26.0 (78.8)     | 30.4 (86.7)     | 34.4 (93.9)     | 36.8 (98.2)     | 38.7 (101.7)    | 40.5 (104.9)    | 37.7 (99.9)     | 36.6 (97.9)     | 31.0 (87.8)     | 26.3 (79.3)     | 19.2 (66.6)     | 40.5 (104.9)    |
| 일평균 최고 기온 °C (°F)                                      | 9.6 (49.3)      | 12.4 (54.3)     | 17.4 (63.3)     | 23.4 (74.1)     | 27.4 (81.3)     | 30.1 (86.2)     | 31.5 (88.7)     | 31.2 (88.2)     | 26.2 (79.2)     | 21.2 (70.2)     | 16.2 (61.2)     | 10.8 (51.4)     | 21.4 (70.6)     |
| 일일 평균 기온 °C (°F)                                        | 5.4 (41.7)      | 8.1 (46.6)      | 12.3 (54.1)     | 17.6 (63.7)     | 21.7 (71.1)     | 24.8 (76.6)     | 26.5 (79.7)     | 26.0 (78.8)     | 21.6 (70.9)     | 16.8 (62.2)     | 11.8 (53.2)     | 6.8 (44.2)      | 16.6 (61.9)     |
| 일평균 최저 기온 °C (°F)                                      | 2.4 (36.3)      | 5.0 (41.0)      | 8.5 (47.3)      | 13.3 (55.9)     | 17.2 (63.0)     | 20.6 (69.1)     | 22.8 (73.0)     | 22.3 (72.1)     | 18.6 (65.5)     | 14.1 (57.4)     | 8.7 (47.7)      | 3.9 (39.0)      | 13.1 (55.6)     |
| 역대 최저 기온 °C (°F)                                        | −4.5 (23.9)     | −2.9 (26.8)     | −3.2 (26.2)     | 2.7 (36.9)      | 8.3 (46.9)      | 14.5 (58.1)     | 16.0 (60.8)     | 15.0 (59.0)     | 11.7 (53.1)     | 1.7 (35.1)      | −0.8 (30.6)     | −5.7 (21.7)     | −5.7 (21.7)     |
| 평균 강수량 mm (인치)                                         | 4.7 (0.19)      | 9.3 (0.37)      | 17.5 (0.69)     | 49.2 (1.94)     | 90.5 (3.56)     | 124.5 (4.90)    | 247.1 (9.73)    | 147.4 (5.80)    | 138.0 (5.43)    | 57.0 (2.24)     | 19.3 (0.76)     | 4.2 (0.17)      | 908.7 (35.78)   |
| 평균 강수일수 (≥ 0.1 mm)                                      | 4.3             | 5.1             | 7.3             | 10.0            | 12.0            | 12.1            | 14.6            | 13.2            | 13.5            | 12.3            | 6.6             | 4.0             | 115             |
| 평균 강설일수                                                 | 2.5             | 1.0             | 0.2             | 0.1             | 0               | 0               | 0               | 0               | 0               | 0               | 0.2             | 0.8             | 4.8             |
| 평균 상대 습도 (%)                                            | 63              | 63              | 61              | 62              | 62              | 68              | 74              | 74              | 76              | 75              | 70              | 66              | 68              |
| 평균 월간 일조시간                                            | 71.4            | 68.4            | 98.5            | 132.3           | 147.7           | 133.1           | 140.2           | 155.1           | 86.7            | 79.4            | 78.0            | 76.1            | 1,266.9         |
| 가능 일조율                                                   | 22              | 22              | 26              | 34              | 34              | 31              | 32              | 38              | 24              | 23              | 25              | 25              | 28              |
| 출처: 중국기상국 (평년값: 1991년~2014년, 극값: 1981년~2010년) |                 |                 |                 |                 |                 |                 |                 |                 |                 |                 |                 |                 |                 |

## 교통
- 212번 국도

## 행정 구역

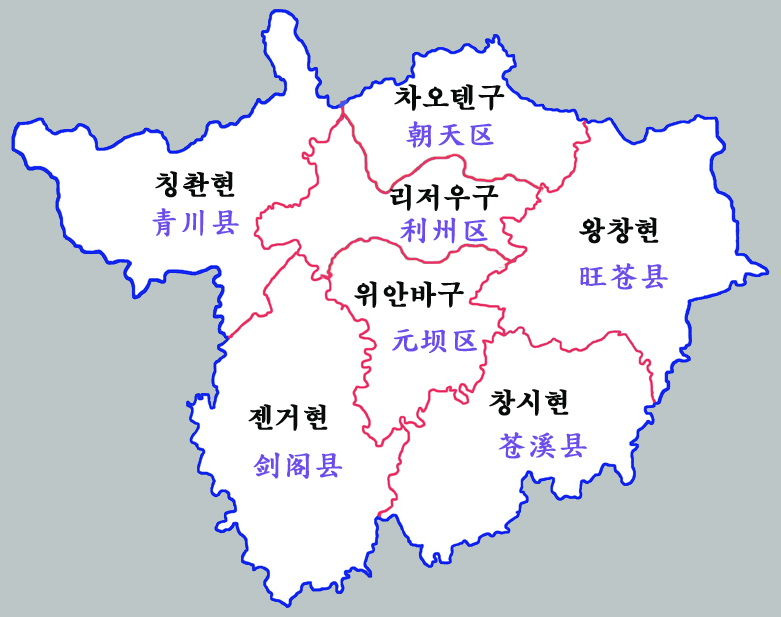
광위안시 현급 행정구역도

3개의 시할구, 4개의 현을 관할한다.
시할구
- 리저우구(利州区)
- 자오화구(昭化区)
- 차오톈구(朝天区)

현
- 왕창현(旺苍县)
- 칭촨현(青川县)
- 젠거현(剑阁县)
- 창시현(苍溪县)